# Мансфілд-Сентер (Коннектикут)
Мансфілд-Сентер (англ. Mansfield Center) — переписна місцевість (CDP) в США, в окрузі Толленд штату Коннектикут. Населення — 1021 особа (2020).

## Географія
Мансфілд-Сентер розташований за координатами 41°45′45″ пн. ш. 72°11′15″ зх. д. / 41.76250° пн. ш. 72.18750° зх. д. (41.762442, -72.187466).  За даними Бюро перепису населення США в 2010 році переписна місцевість мала площу 8,85 км², з яких 7,94 км² — суходіл та 0,91 км² — водойми.

## Демографія
Згідно з переписом 2010 року, у переписній місцевості мешкало 947 осіб у 383 домогосподарствах у складі 252 родин. Густота населення становила 107 осіб/км².  Було 404 помешкання (46/км²).
Расовий склад населення:
| - 86,3 % — білих - 7,2 % — азіатів - 2,0 % — чорних або афроамериканців - 0,7 % — корінних американців |

До двох чи більше рас належало 3,6 %. Частка іспаномовних становила 3,0 % від усіх жителів.
За віковим діапазоном населення розподілялося таким чином: 19,1 % — особи молодші 18 років, 63,8 % — особи у віці 18—64 років, 17,1 % — особи у віці 65 років та старші. Медіана віку мешканця становила 44,4 року. На 100 осіб жіночої статі у переписній місцевості припадало 92,1 чоловіків;  на 100 жінок у віці від 18 років та старших — 92,9 чоловіків також старших 18 років.
Середній дохід на одне домашнє господарство  становив 85 919 доларів США (медіана — 93 750), а середній дохід на одну сім'ю — 99 975 доларів (медіана — 96 516). За межею бідності перебувало 8,8 % осіб, у тому числі 0,0 % дітей у віці до 18 років та 5,6 % осіб у віці 65 років та старших.
Цивільне працевлаштоване населення становило 534 особи. Основні галузі зайнятості: освіта, охорона здоров'я та соціальна допомога — 61,4 %, науковці, спеціалісти, менеджери — 21,7 %, роздрібна торгівля — 6,7 %, інформація — 2,6 %.